# Americká hokejová reprezentace do 18 let
Americká hokejová reprezentace do 18 let je výběrem nejlepších amerických hráčů ledního hokeje v této věkové kategorii. Od roku 1999 se účastní mistrovství světa do 18 let. Největším úspěchem jsou zlaté medaile z mistrovství 2002, 2005, 2006, 2009, 2010, 2011 a 2012.

## Účast namistrovství světa
| MS        | Místo konání                          | Umístění         |
| --------- | ------------------------------------- | ---------------- |
| MS18´1999 | Německo (Füssen a Kaufbeuren)         | 7. místo         |
| MS18´2000 | Švýcarsko (Kloten a Weinfelden)       | 8. místo         |
| MS18´2001 | Finsko (Heinola, Helsinky a Lahti)    | 6. místo         |
| MS18´2002 | Slovensko (Piešťany a Trnava)         | Zlatá medaile    |
| MS18´2003 | Rusko (Jaroslavl)                     | 4. místo         |
| MS18´2004 | Bělorusko (Minsk)                     | Stříbrná medaile |
| MS18´2005 | Česko (Plzeň a České Budějovice)      | Zlatá medaile    |
| MS18´2006 | Švédsko (Ängelholm a Halmstad)        | Zlatá medaile    |
| MS18´2007 | Finsko (Rauma a Tampere)              | Stříbrná medaile |
| MS18´2008 | Rusko (Kazaň)                         | Bronzová medaile |
| MS18´2009 | USA (Fargo)                           | Zlatá medaile    |
| MS18´2010 | Bělorusko (Minsk a Babrujsk)          | Zlatá medaile    |
| MS18´2011 | Německo (Crimmitschau a Drážďany)     | Zlatá medaile    |
| MS18´2012 | Česko (Brno, Znojmo a Břeclav)        | Zlatá medaile    |
| MS18´2013 | Rusko (Soči)                          | Stříbrná medaile |
| MS18´2014 | Finsko (Lappeenranta, Imatra)         | Zlatá medaile    |
| MS18´2015 | Švýcarsko (Zug, Lucern)               | Zlatá medaile    |
| MS18´2016 | USA (Grand Forks)                     | Bronzová medaile |
| MS18´2017 | Slovensko (Poprad , Spišská Nová Ves) | Zlatá medaile    |
| MS18´2018 | Rusko (Čeljabinsk, Magnitogorsk)      | Stříbrná medaile |
| MS18´2019 | Švédsko (Örnsköldsvik a Umeå)         | Bronzová medaile |
| MS18´2020 | USA (Ann Arbor a Plymouth)            | zrušeno          |
| MS18´2021 | USA (Frisco a Plano)                  | 5. místo         |
| MS18´2022 | Německo (Landshut a Kaufbeuren)       | Stříbrná medaile |
| MS18´2023 | Švýcarsko Basilej, Porrentruy         | Zlatá medaile    |
| MS18´2024 | Finsko Espoo, Vantaa                  | Stříbrná medaile |
| MS18´2025 | USA Frisco, Allen                     | Bronzová medaile |